# Joachimsthal
Joachimsthal is een Duits stadje in de Brandenburgse Landkreis Barnim. De plaats is tevens bestuurszetel van het Amt Joachimsthal (Schorfheide), samen met drie andere gemeenten. Joachimstal telt 3.414 inwoners.
De plaats grenst aan de  meren Werbellinsee en Grimnitzsee, en ligt in het bosrijke Biosfeerreservaat Schorfheide-Chorin. Het toerisme is de belangrijkste bron van inkomsten in de gemeente.

## Verkeer en vervoer

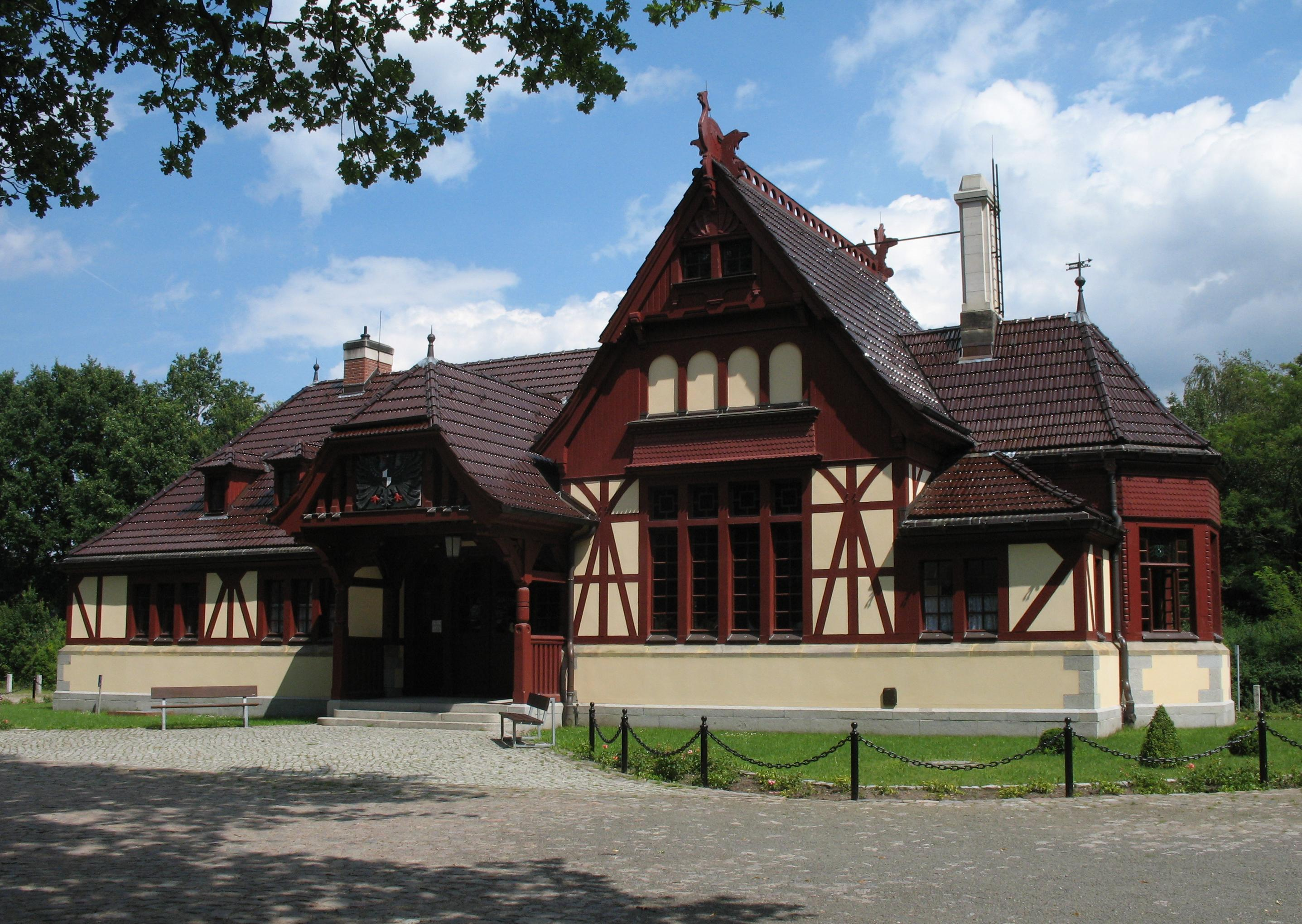
Kaiserbahnhof Joachimsthal (1898; ook trouwlocatie)

Eén kilometer ten oosten van Althüttendorf en drie kilometer ten oosten van Joachimsthal kruist de Autobahn A 11 de Bundesstraße 198 op afrit 9 van deze Autobahn.
Joachimsthal ligt aan de toeristische langeafstands-fietsroute Berlijn - Usedom.

### Spoorwegen
Joachimsthal heeft twee, anderhalve kilometer van elkaar gelegen, stations aan de spoorlijn Britz – Templin - Fürstenberg, station Joachimsthal en Joachimsthal Kaiserbahnhof. Deze spoorlijn is in drieën opgeknipt. Op het 15 km lange baanvak Britz - Joachimsthal is de infrastructuur (sporen, wissels, gebouwen e.d.) van een dochteronderneming van Deutsche Bahn, DB InfraGO. Er reden hier, om onduidelijke redenen, geen treinen van Deutsche Bahn. Aan dit baanvak ligt ook het uit 1898 daterende Kaiserbahnhof. Op het 26 km lange baanvak Joachimsthal - Templin is de infrastructuur van RegioInfra, een dochteronderneming van een regionaal spoorwegbedrijf met de naam ENON. Eind 2022 werd het reizigersverkeer ook op dit baanvak wegens een te gering aantal passagiers beëindigd. Het 31 km lange  baanvak Templin-Fürstenberg ten slotte is opgeheven.
Het komt erop neer, dat Joachimsthal voor openbaar-vervoerreizigers tot voor kort alleen per bus te bereiken was. Begin 2025 is een firma genaamd Niederbarnimer Eisenbahn (NEB) echter weer begonnen, passagierstreinen in uurdienst te laten rijden over het traject Eberswalde Hbf-Britz-Joachimsthal, hun lijnnummer RB 63.

## Afbeeldingen

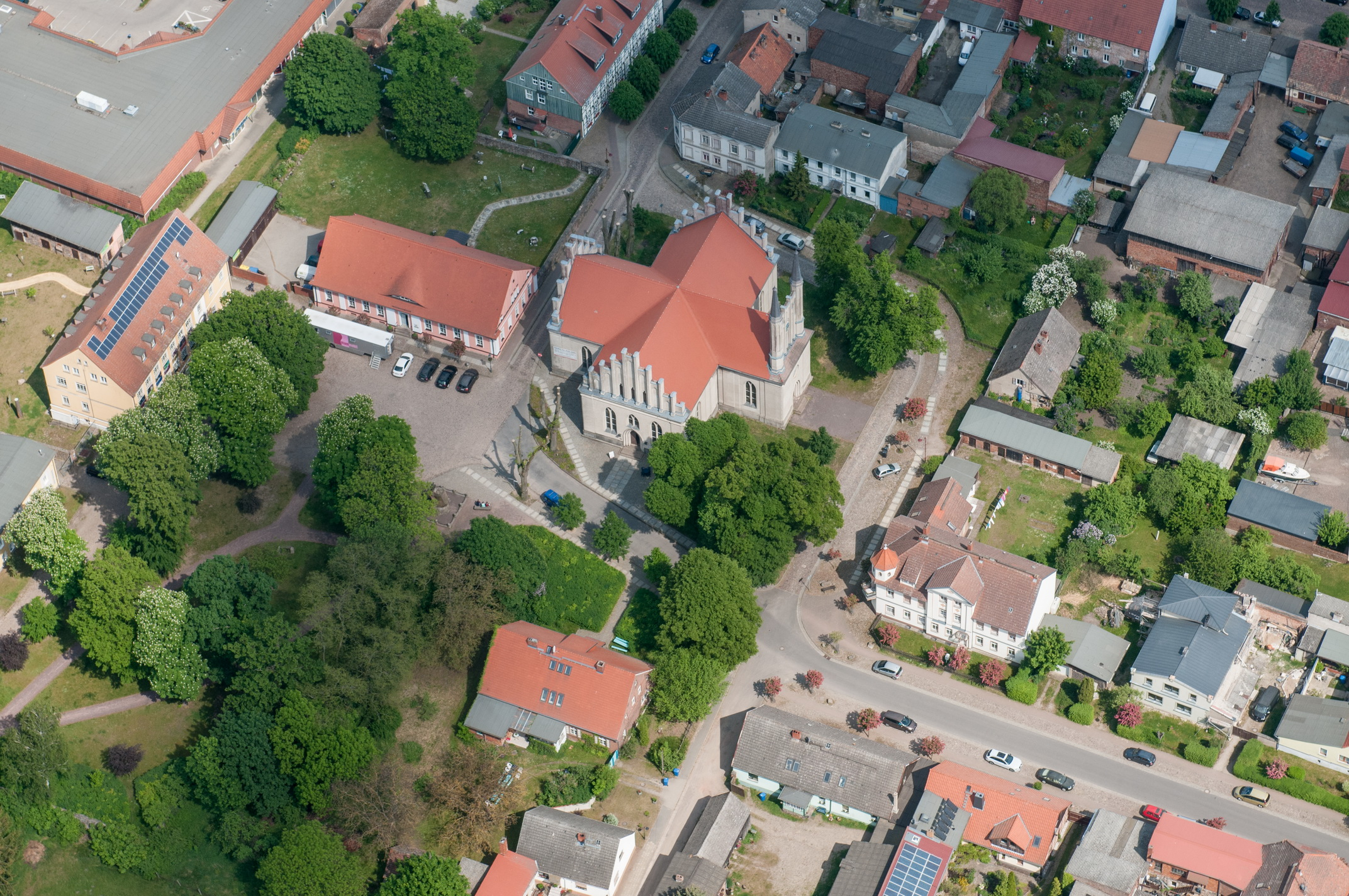
Luchtfoto van het stadscentrum
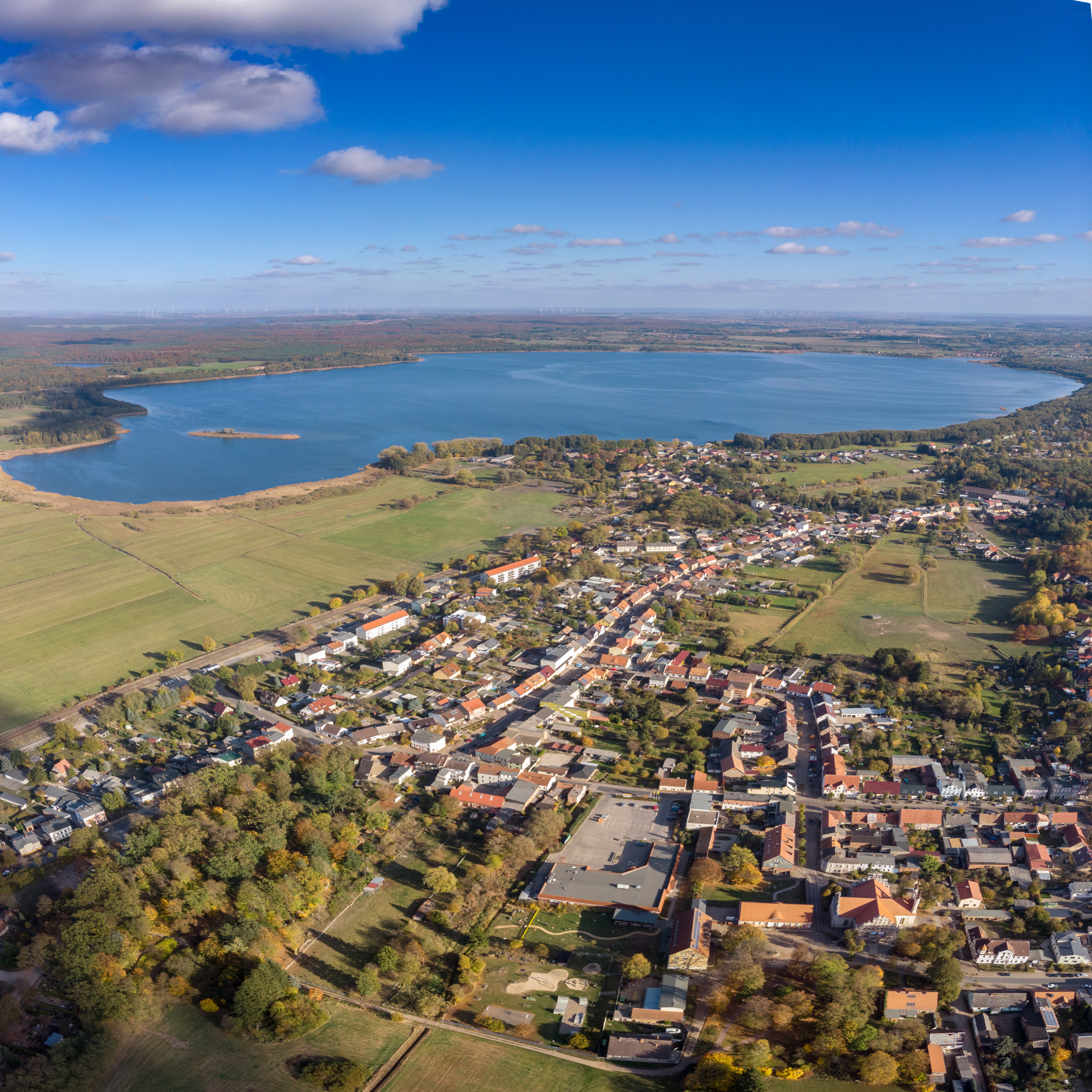
Luchtfoto uit 2018 van Joachimsthal. Op de achtergrond de Grimnitzsee.
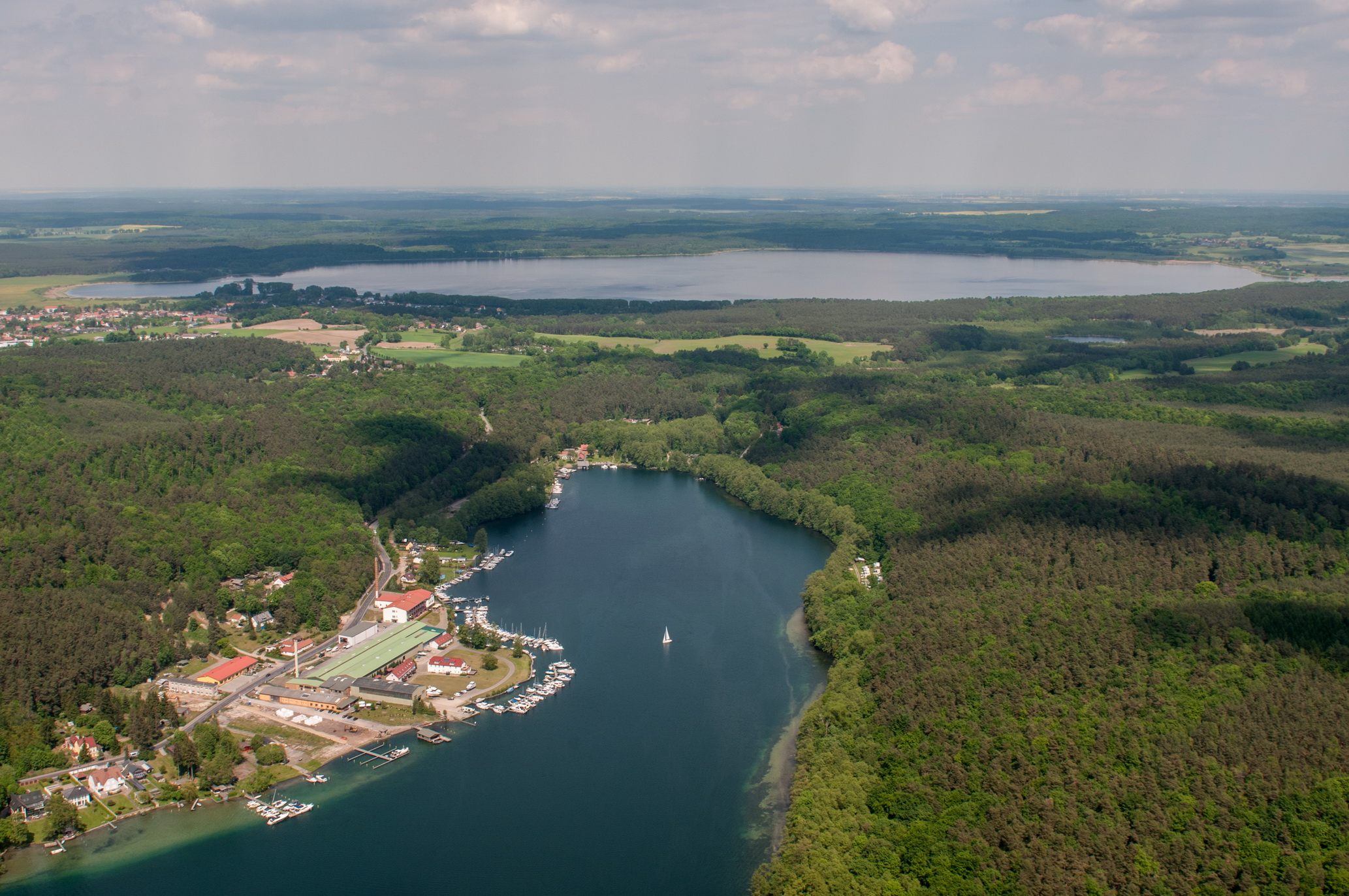
Jachthaven aan de Werbellinsee
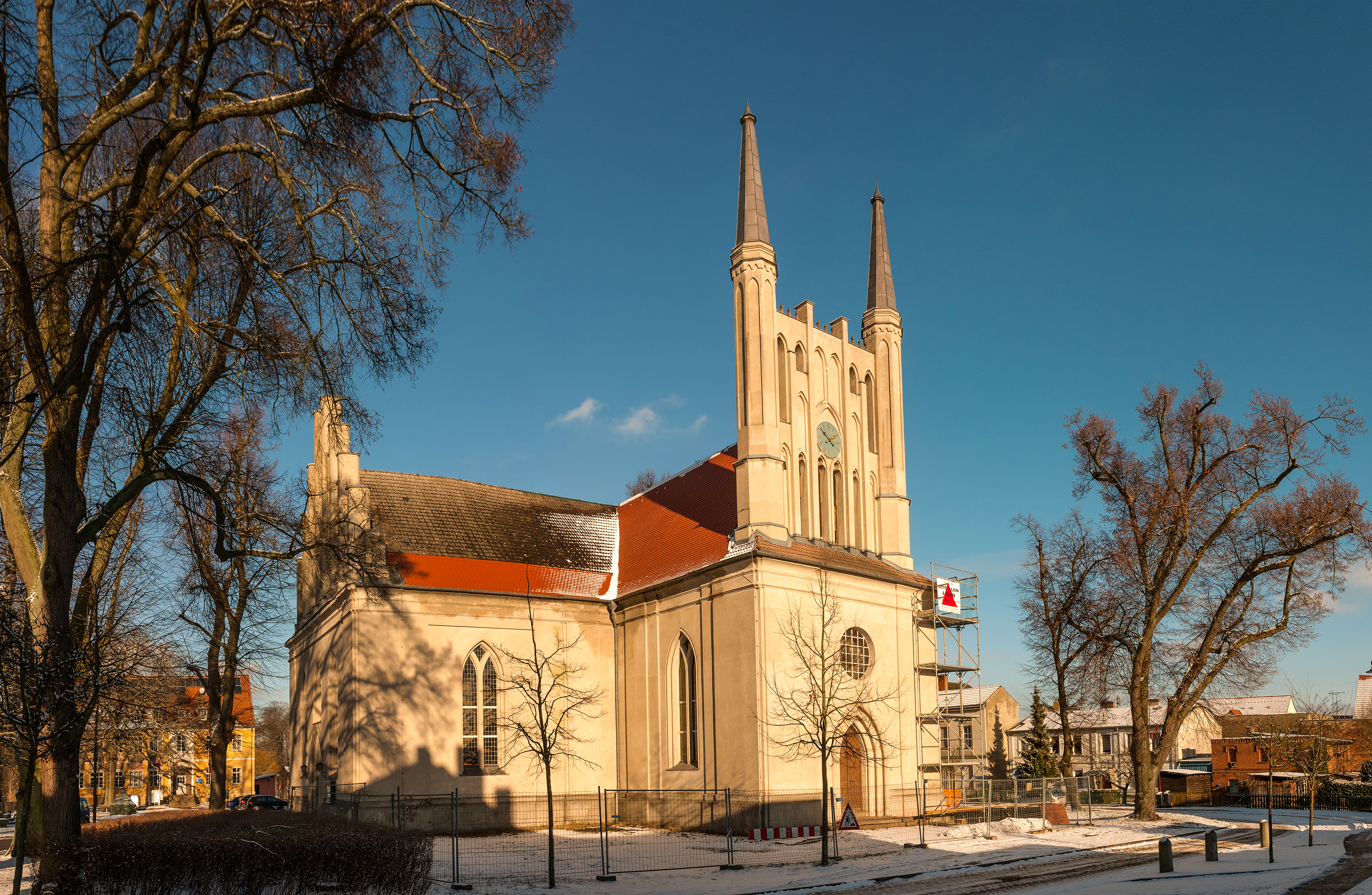
De Kruiskerk te Joachimsthal (plm. 1819)
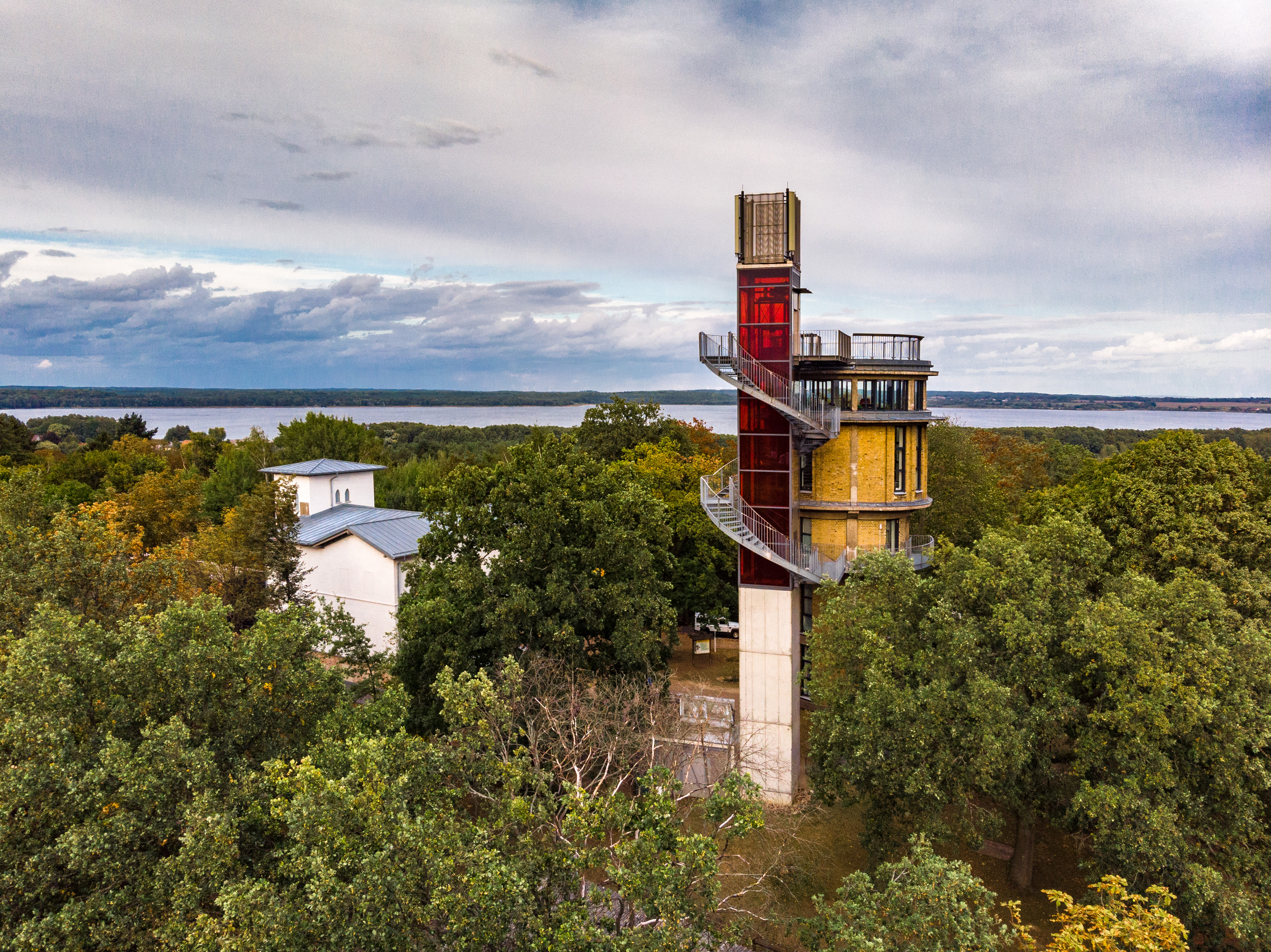
UItzichttoren Bioramaturm
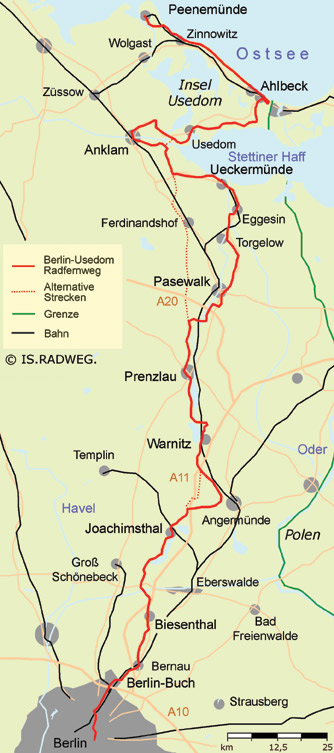
Kaart fietsroute Berlijn-Usedom
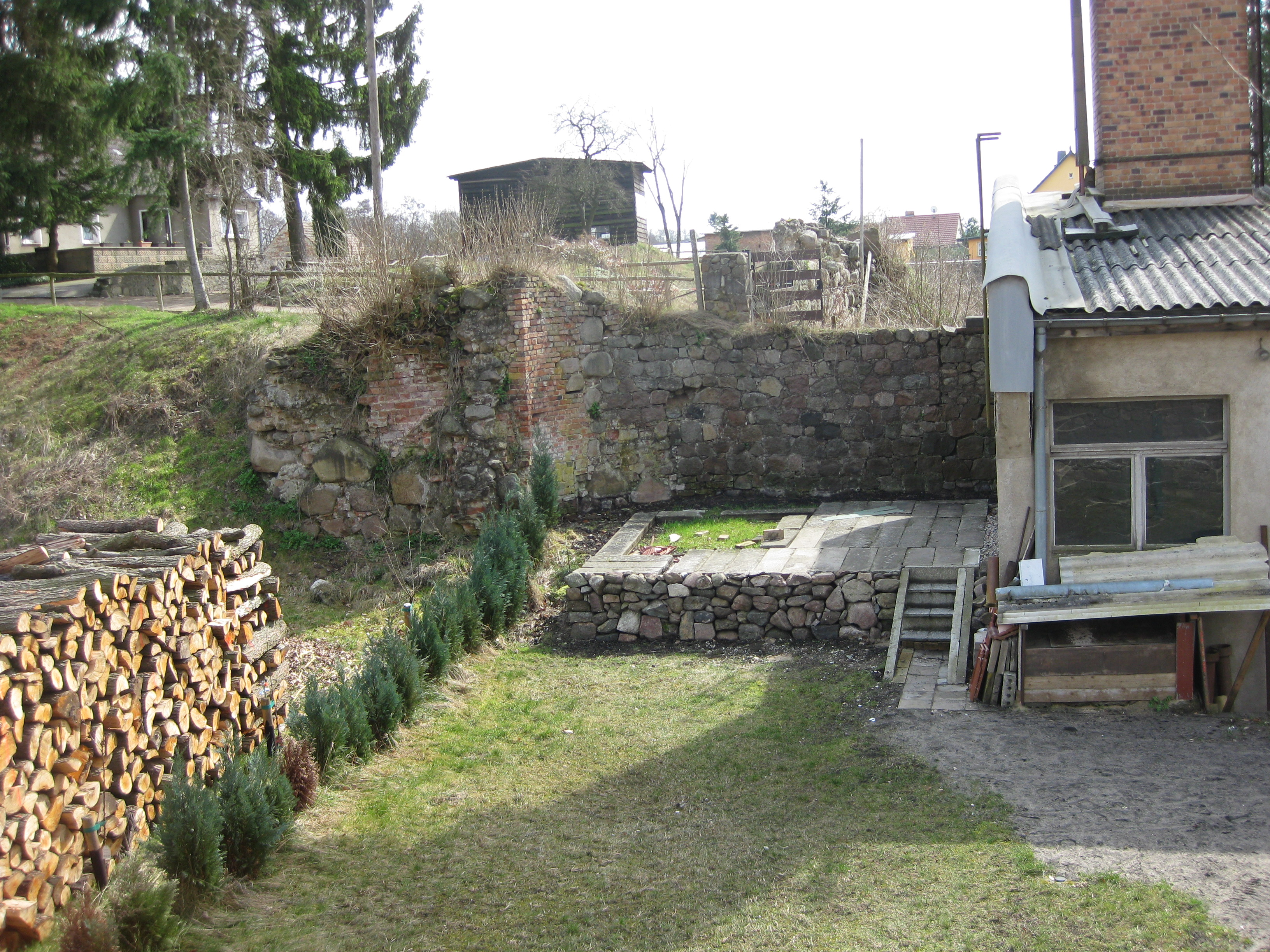
Kasteelruïne Grimnitz
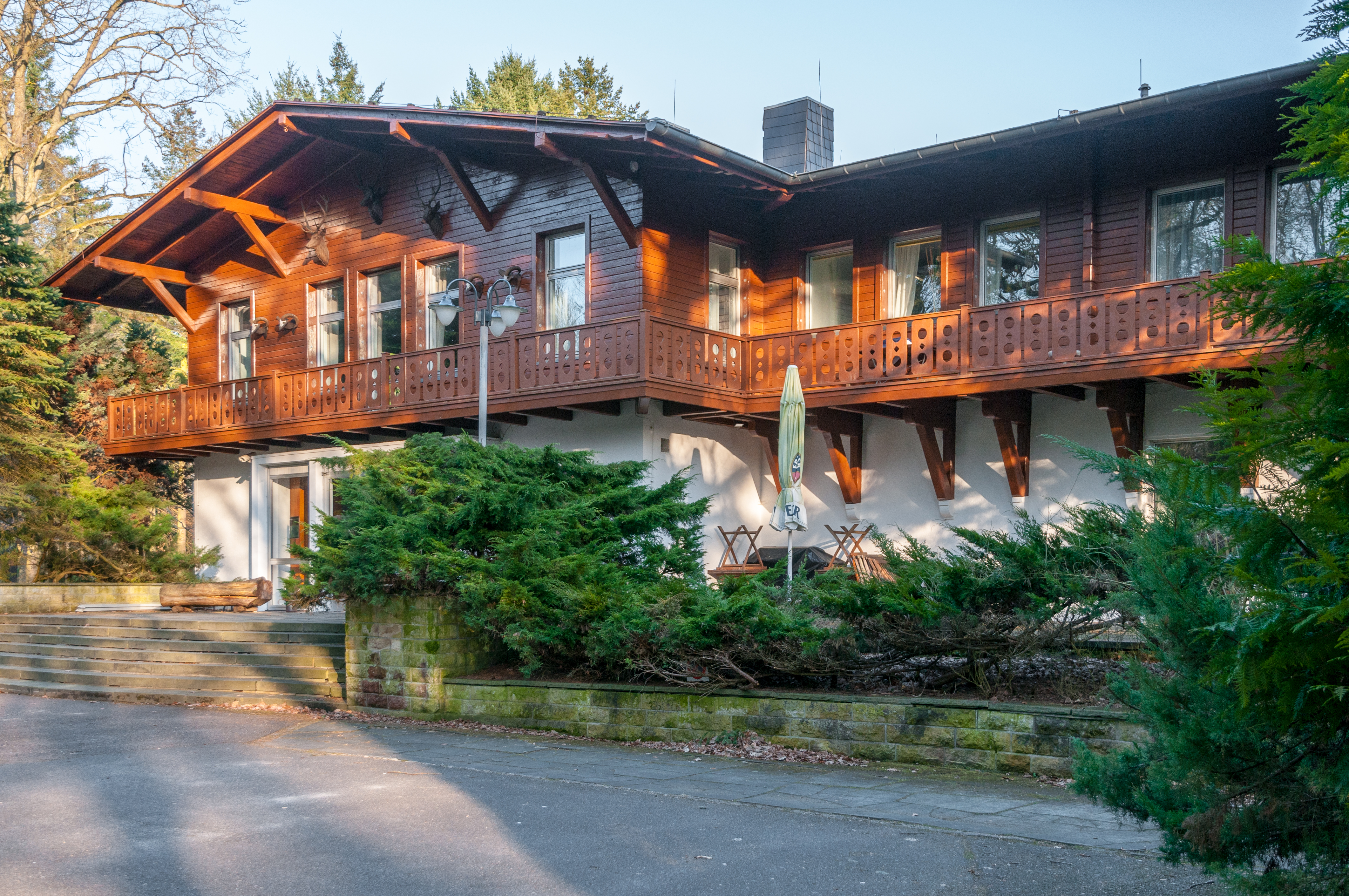
Hotel Hubertusstock, voormalig jachthuis van de DDR-regering